# جنتلمنی از پاریس (فیلم ۱۹۲۷)
جنتلمنی از پاریس (انگلیسی: A Gentleman of Paris) یک فیلم صامت کمدی آمریکایی است که در سال ۱۹۲۷ منتشر شد. از بازیگران آن می‌توان به آدولف منژو و ویلیام بی. دیویدسون اشاره کرد.